# Vãi
Vãi là một khẩu ngữ mới được hình thành từ thanh thiếu niên Việt Nam trên mạng Internet những năm gần đây. Khẩu ngữ này có nghĩa cảm thán, thường được dùng để biểu thị cảm xúc ngạc nhiên "sốc", "không thể tin được".

## Từ nguyên
Khẩu ngữ này vốn là động từ, có nghĩa là "để rơi ra, chảy ra do cơ thể không điều khiển, không kiềm chế được", ví dụ như "sợ đến vãi đái", tuy vậy qua quá trình lan truyền trong giới trẻ qua mạng xã hội, khẩu ngữ này đã biến đổi thành nghĩa mới là biểu thị cảm xúc ngạc nhiên "sốc", "không thể tin được" hoặc một vài lúc có thể mang nghĩa tục tĩu.
Từ vãi ngày nay đã bị biến đổi thành nhiều từ mới có ý nghĩa giữ nguyên nhưng lại tục tĩu hơn, hoặc kết hợp cụm từ "vãi cả" với một từ loại khác như "vãi cả tao",... Qua vụ án Lê Văn Luyện năm 2011, từ "vãi Luyện" cũng trở thành một trào lưu trong giới trẻ, hay từ hành vi khai gian y tế của bệnh nhân số 17 và số 34 Việt Nam trong đại dịch COVID-19, từ "vãi Nhung", "vãi Trang" cũng trở thành trào lưu.

## Trong xã hội
Vãi là khẩu ngữ đã quá quen thuộc với giới trẻ Việt Nam. Ở bất cứ đâu từ ngoài phố, trong nhà đến trường học, khi nói về bất cứ cái gì giới trẻ Việt cũng có thể vung "vãi". Họ rất thích thú khi dùng từ này và nhiều người dùng đến mức các bạn còn lập cả một page "Vãi" với hơn 3000 thành viên trên Facebook làm sân chơi riêng cho mình. Và thế là, có bất cứ chuyện gì muốn "chém" trên net, họ đều vào đây và "vãi" lung tung.
Vãi trở thành hội chứng lây truyền rộng rãi và có sức ảnh hưởng lớn đến giới trẻ ngày nay. Nếu chỉ dừng lại ở những chỗ vui đùa trong cộng đồng teen thì không sao. Nhưng thật khó để mà kiểm soát khi cách dùng từ này trở thành thói quen, ăn vào máu teen. Ở những nơi văn minh, lịch sự, trước mặt cha mẹ, "vãi" là một từ gây phản cảm đến vô cùng.